# Албус Дамблдор
Албус Дамблдор, односно Албус Персивал Вулфрик Брајан Дамблдор (енгл. Albus Percival Wulfric Brian Dumbledore) је измишљени лик из серије романа о Харију Потеру. У свету Харија Потера, Дамблдор је један од најмоћнијих добрих чаробњака. Директор је Хогвортса и Харијев заштитник.

## Личност
Дамблдор је представљен као висок и мршав човек дуге беле браде и косе са златним наочарима у облику полумесеца. Очи су му плаве и продорне. Врло је стар, преко стотину година. Такође, има искривљен нос који изгледа као да је најмање два пута био сломљен. Тврди да има ожиљак изнад колена у облику савршене лондонске подземне железнице. На његовој карти из чоколадне жабице пише да воли камерну музику и куглање. Помало је луцкаст, али уједно и врло моћан. Саосећа с Харијем и помало му „гледа кроз прсте“. Понекад се детињасто понаша и веома воли слаткише (свака лозинка за улаз у његов кабинет је неки слаткиш). У претпоследњој објављеној књизи, „Хари Потер и Полукрвни Принц“, Дамблдор бива убијен. Харију је безброј пута помагао током његовог школовања. Има птицу феникса, која се зове Фокес.
Дамблдор верује да је највећа моћ искрена љубав. Он увек види оно најбоље у људима. Даје шансу онима којима многи не би. Такође, његово убеђење је да је смрт само пустоловина, да то никако није најстрашнија ствар која се може десити. Када је сазнао да мора умрети, није се потресао, смирено је дочекао те вести. Он зна да постоје много, много горе ствари од смрти.
Његов кабинет је кружан, са портретима старих директора и директорки Хогвортса. Има пуно необичних инструмената на столовима са вретенастим ножицама. Ту се такође налазе Шешир који разврстава и Мач Годрика Грифиндора, као и постоље за Фокеса.

## Детињство и младост
Албус Дамблдор је био најстарије дете у својој породици. Мајка му се звала Кендра, а отац Персивал Дамблдор. Имао је три године млађег брата Аберфорта и сестру Аријану. Када су Дамблдорову сестру видели нормалски дечаци како као мала изводи магију, мучили су је да би им открила како то ради. Од тада је она постала поремећена и повремено би добијала нападе који су били опасни за целу околину. Персивал је отишао до дечака који су јој то урадили и напао их. Због тога је ухапшен и одведен у Аскабан, где је и умро.
Породица Дамблдор се тада преселила у Годрикову долину, родно место Харија Потера. Дамблдор је убрзо кренуо на Хогвортс и описан је као најгенијалнији ученик који је похађао школу. Освојио је сва значајна признања, дописивао се са славним личностима тога доба, његови школски радови доспевали су у најпрестижније часописе о магији... Његов испитивач на О. И. Ч. Т. (Опасно исцрпљујућим чаробњачким тестовима), Гризелда Марчбенкс је рекла да је штапићем изводио такве ствари, какве у животу није видела.
Пошто је завршио школовање, Дамблдор је планирао да оде на традиционални магијски пут око света са својим пријатељем Елфијасом Дуждом. Међутим, ноћ пред полазак, умрла је Кендра, његова мајка, и Албус је морао да остане у Годриковој долини као глава породице. Готово нико није знао шта се тачно догодило. Истина је била да је Аријана добила један од својих напада и нехотице убила мајку. Дамблдор је обећао своме брату да ће пазити Аријану, док он наставља школовање. Међутим, тог лета је у Годрикову долину дошао Гелерт Гринделвалд, нећак Батилде Торбарке, историчарке магије и пријатељице Дамблдорових.
Гринделвалд је ишао на Дурмстранг, другу чаробњачку школу, познату по мрачним вештинама. Ипак, због прекомерног практиковања Мрачне магије, избачен је из школе. Пошто је био генијалан готово колико и Дамблдор, њих двојица су се брзо спријатељили. Гринделвалд је напунио Дамблдору главу идејама о превласти чаробњака над Нормалцима и он је пристао да му се придружи на путу ка моћи. Такође, њихов циљ је био проналажење реликвија Смрти (Старозовног штапића - најмоћнијег штапића на свету, Камена васкрснућа - који враћа вољене из мртвих и Огртача невидљивости) које би их, ако би их поседовали све у исто време, учинио Господарима Смрти. После два месеца планова, прекинуо их је Аберфорт, који је једног дана почео да се свађа са њима. Рекао је Албусу да не може да иде да осваја свет са болесном сестром на грбачи. Гринделвалд је онда применио Болну клетву на Аберфорту. Албус је покушао да га спречи, и почео је двобој. Аријана је изашла из куће, хтела је да помогне, и једна од клетви ју је погодила. Остала је на месту мртва.
Гринделвалд је истог дана отишао, а браћа су сахранила Аријану поред мајке. Том приликом је Аберфорт сломио брату нос у изливу срџбе. Скрхан болом, Албус му није ни узвратио. На гробу Кендре и Аријане пише Где је неком благо, ту је срцу драго.

## Каријера и успеси
Дамблдору су више пута понудили место Министра Магије, али он их је одбијао. Како је сам рекао Харију, знао је да му није паметно поверавати моћ. Зато се скрасио у Ховгортсу као наставник Преображавања. Један од његових ученика био је и Том Ридл, који ће касније постати Лорд Волдемор. Постао је директор школе 1956. године, после смрти Арманда Дипета. Већина људи мисли да је он био најбољи директор у историји Хогвортса (после смрти, његов портрет је био највећи међу свим портретима бивших директора и директорки).
Дамблдор је био Врховни вештац Визенгамота (чаробњачког суда), Врховни изабраник Међународне конференције чаробњака. Такође је имао титуле Реда Мерлина, прве класе и Врховног магвампа.
Након што је отишао из Велике Британије, Гринделвалд је завео страховладу. Успео је да се домогне Старозовног штапића. На апеле света чаробњаштва, Дамблдор се борио са њиме 1945. и победио га. Тако је он постао господар Старозовног штапића.
Дамблдор је такође открио 12 начина примене змајске крви и био велики пријатељ са Николасом Фламелом, проналазачем Камена мудрости. Заједно са њим, постигао је велика открића у свету алхемије.
Дамблдор се, од када се разишао са Гринделвалдом, увек говорио за права Нормалаца и чаробњака нормалског порекла. Био је најжешћи противник угњетавања Нормалаца и свих магијских створења. Како се сазнаје, борио се за права џинова, а говорио је и сиренски језик.
Дамблдора скоро сви сматрају за најмоћнијег чаробњака модерног доба, што су делимичне заслуге Старозовног штапића. Једина особа које се Лорд Волдемор икада плашио је управо Дамблдор.

## Борба против Волдемора и смрт
Када је Лорд Волдемор почео да јача, Дамблдор је основао тајно друштво, Ред феникса, чији је циљ био борба против Волдеморових Смртождера. Првобитни Ред је имао малобројне чланове, од којих је половина убијено. После нестанка Волдемора, Ред је расформиран, да би се формирао пар сати после његовог васкрсавања, захваљујући Харију. Други Ред је такође изгубио доста чланова, али су били организованији и јачи. Њихов главни циљ је био да спрече Смртождере да украду пророчанство везано за Волдемора и Харија Потера.
Пошто Министар Магије, Корнелијус Фаџ, није хтео да поверује у повратак Волдемора, јер би то значило расуло Министарства, Дамблдору су одузета сва овлашћења јер је покушавао да упозори магијски свет на опасност. Ускоро је збачен са места директора и морао је да буде у бекству. Када су Смртождери провалили у министарство у покушају да украду пророчанство, Дамблдор их је све сам победио и заробио. Такође се борио са Волдемором, али је овај тад успео да побегне. Ипак, тада су чаробњаци увидели истинитост његовог повратка, па је Корнелијус Фаџ поднео оставку, а Дамблдору су враћена сва звања.
Дамблдорово највеће откриће, које је пренео Харију, су, наравно, Волдеморови Хоркрукси. То су предмети (њих шест) у које је он сакрио делиће своје душе. Докле год нису уништени, Волдемор не може умрети. Дамблдор је пронашао локације два Хоркрукса и успео је да уништи један, прстен Салазара Слитерина. Тада је открио да је камен на прстену, у ствари, Камен васкрснућа, друга реликвија. У нади да ће видети своје родитеље и сестру, ставио је прстен. Заборавио је да је то Хоркрукс, и да са собом садржи неизмерно моћну клетву. Уз помоћ Северуса Снејпа, успео је да клетву зароби у својој шаци, која је од тада била мртва и црна. Ипак, није се могла одложити дуга и болна смрт, која ће уследити за годину дана. Зато је Албус замолио Снејпа да га, кад дође време, убије брзо, Убитачном клетвом, што је инако био Волдеморов план (Снејп је био двоструки агент). Тако ће Волдемор моћи да стекне потпуно поверење у Снејпа. Годину дана касније, када су Смртождери провалили у Хогвортс, Снејп је убио Дамблдора на врху највише хогвортске куле, одакле је и пао. Сахрањен је на земљишту Хогвортса, у белој гробници.

## Адаптације
У серијалу филмова о Харију Потеру, Дамблдора је глумио Ричард Харис, у прва два дела серијала, Хари Потер и Камен мудрости и Хари Потер и Дворана тајни. Глумац Ричард Харис преминуо је 25. октобра 2002. године, па је његову улогу у свим преосталим деловима серијала преузео глумац Мајкл Гамбон. У филмовима Фантастичне звери: Гринделвалдови злочини и Фантастичне звери: Тајне Дамблдора, Дамблдора је глумио Џуд Ло.
У предстојећој телевизијској серији Хари Потер Дамблдора ће глумити Џон Литгоу.